# Spruce Tree House
Pour les articles homonymes, voir Spruce.
La Spruce Tree House est une structure troglodytique du comté de Montezuma, dans le Colorado, aux États-Unis. Elle est protégée au sein du parc national de Mesa Verde.